# Wöllersdorf-Steinabrückl
Wöllersdorf-Steinabrückl is een gemeente in de Oostenrijkse deelstaat Neder-Oostenrijk, gelegen in het district Wiener Neustadt-Land (WB). De gemeente heeft ongeveer 3800 inwoners.

## Geografie
Wöllersdorf-Steinabrückl heeft een oppervlakte van 14,46 km². Het ligt in het oosten van het land, ten zuiden van de hoofdstad Wenen.

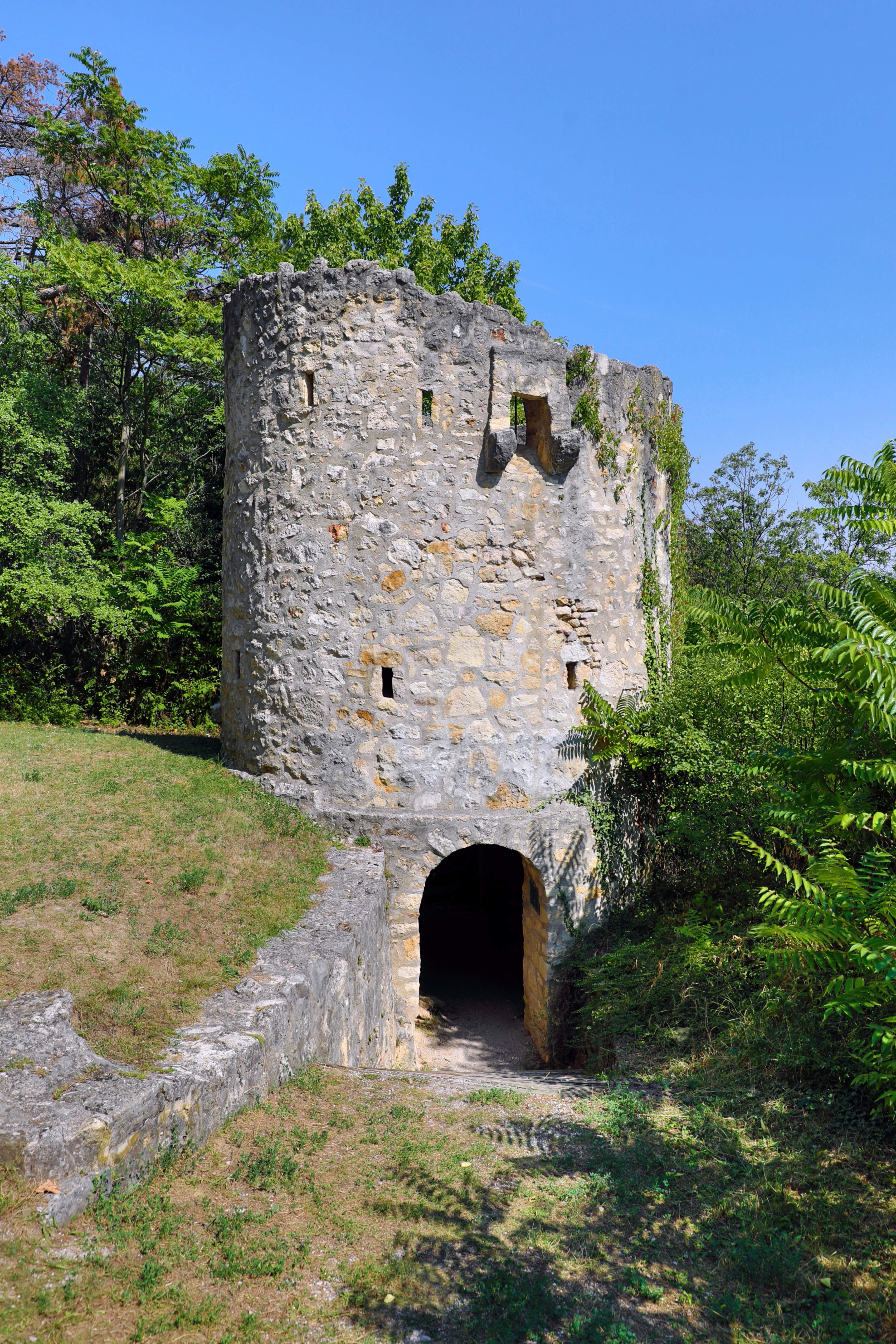
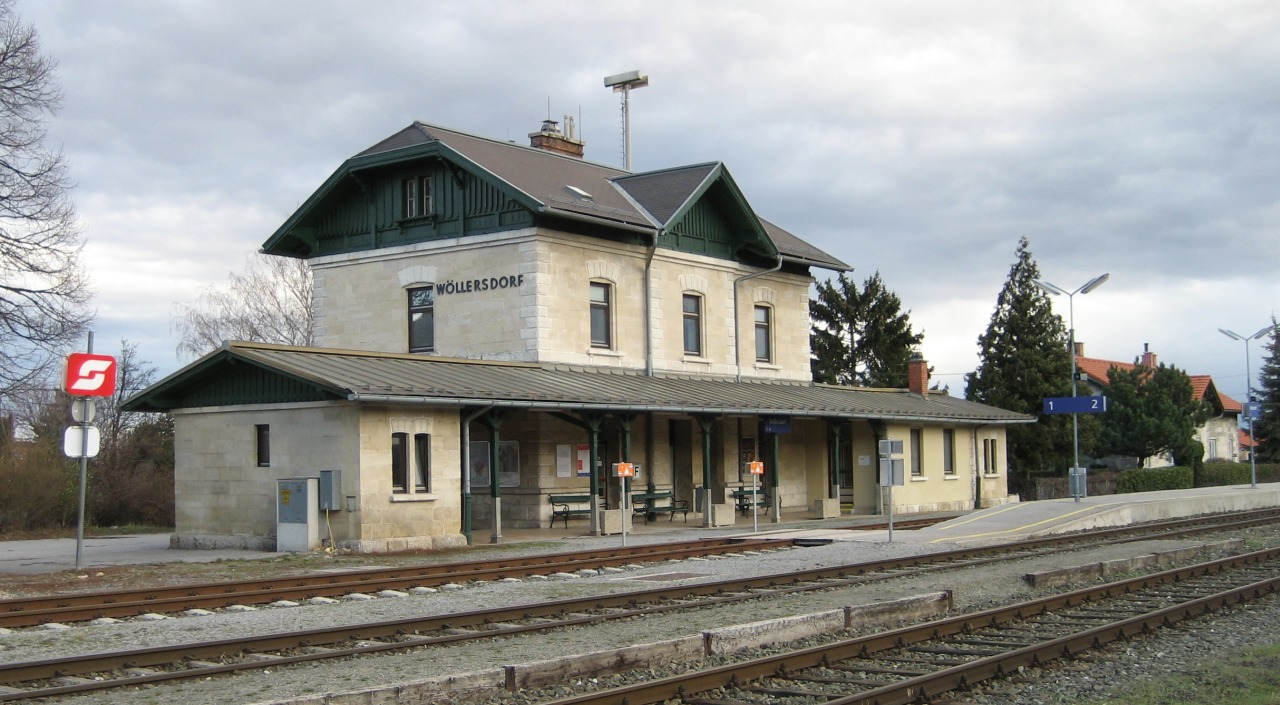
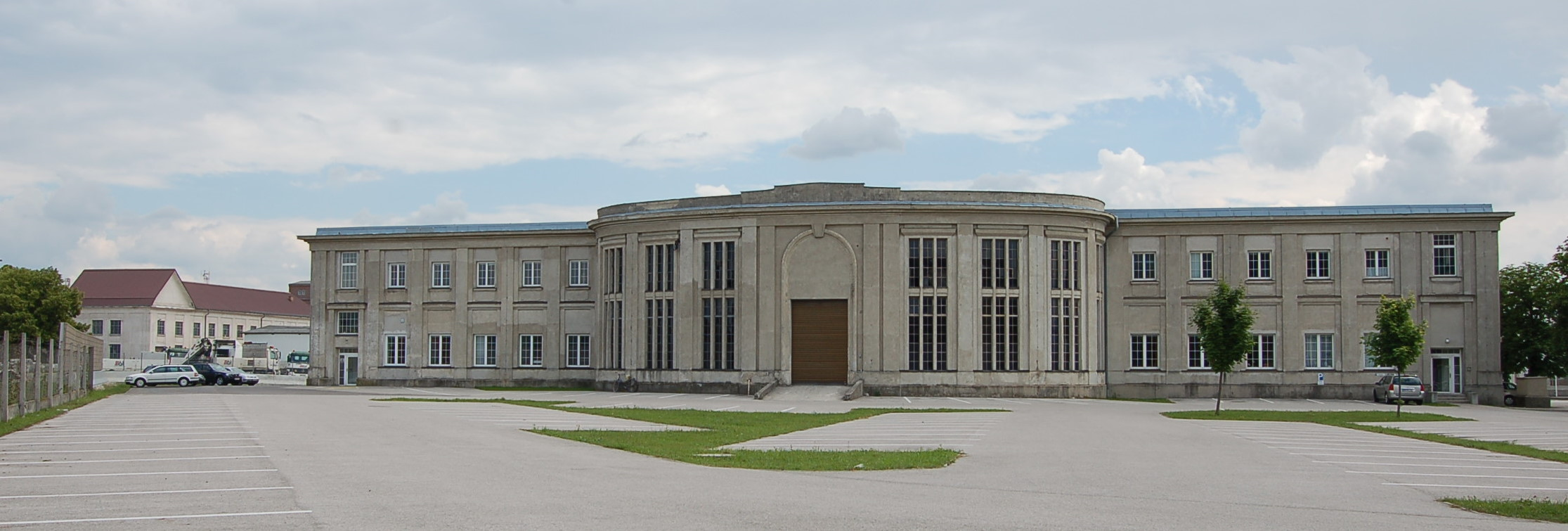

Bad Erlach · Bad Fischau-Brunn · Bad Schönau · Bromberg · Ebenfurth · Eggendorf · Felixdorf · Gutenstein · Hochneukirchen-Gschaidt · Hochwolkersdorf · Hohe Wand · Hollenthon · Katzelsdorf · Kirchschlag in der Buckligen Welt · Krumbach · Lanzenkirchen · Lichtenegg · Lichtenwörth · Markt Piesting · Matzendorf-Hölles · Miesenbach · Muggendorf · Pernitz · Rohr im Gebirge · Schwarzenbach · Sollenau · Theresienfeld · Waidmannsfeld · Waldegg · Walpersbach · Weikersdorf am Steinfelde · Wiesmath · Winzendorf-Muthmannsdorf · Wöllersdorf-Steinabrückl · Zillingdorf
- Gemeinsame Normdatei: 4410115-6
- MusicBrainz: 4039dc21-538a-4bc1-83ec-94369a297e67
- Nationale Bibliotheek van Israël: 987012280550205171
- Virtual International Authority File: 236098684
- WorldCat: E39PBJrgD8mrBFqWcJbdR3XDbd